# Sandro Theler
Sandro Theler (15 dicembre 2000) è un calciatore svizzero, difensore del Naters.

## Caratteristiche tecniche
È un terzino destro.

## Carriera
Cresciuto nel settore giovanile del Sion, debutta in prima squadra il 28 giugno 2020 in occasione dell'incontro di Super League perso 2-0 contro il Basilea.

## Statistiche
Statistiche aggiornate al 3 agosto 2021.

### Presenze e reti nei club
| Stagione        | Squadra         | Campionato      | Campionato | Campionato | Coppe nazionali | Coppe nazionali | Coppe nazionali | Coppe continentali | Coppe continentali | Coppe continentali | Altre coppe | Altre coppe | Altre coppe | Totale | Totale | Totale |
| Stagione        | Squadra         | Comp            | Pres       | Reti       | Comp            | Pres            | Reti            | Comp               | Pres               | Reti               | Comp        | Pres        | Reti        | Pres   | Reti   |        |
| --------------- | --------------- | --------------- | ---------- | ---------- | --------------- | --------------- | --------------- | ------------------ | ------------------ | ------------------ | ----------- | ----------- | ----------- | ------ | ------ | ------ |
| 2019-2020       | Sion            | ASL             | 5          | 1          | CS              | 0               | 0               |                    | -                  | -                  |             | -           | -           | 5      | 1      |        |
| 2020-2021       | Sion            | ASL             | 25+2       | 0+0        | CS              | 2               | 0               |                    | -                  | -                  |             | -           | -           | 29     | 0      |        |
| 2021-2022       | Sion            | ASL             | 1          | 0          | CS              | 0               | 0               |                    | -                  | -                  |             | -           | -           | 1      | 0      |        |
| Totale carriera | Totale carriera | Totale carriera | 33         | 1          |                 | 2               | 0               |                    | -                  | -                  |             | -           | -           | 35     | 1      |        |

## Palmarès

### Club

#### Competizioni nazionali
- Challenge League: 2

Yverdon: 2022-2023
Sion: 2023-2024